# Pyrrhia prazanoffzkyi
Pyrrhia prazanoffzkyi là một loài bướm đêm trong họ Noctuidae.